# NGC 2158
NGC 2158 (również OCL 468) – gromada otwarta znajdująca się w gwiazdozbiorze Bliźniąt, w pobliżu gromady Messier 35. Odkrył ją William Herschel 16 listopada 1784 roku. Znajduje się w odległości ok. 16,5 tys. lat świetlnych od Słońca.
W porównaniu z Messier 35 jest ona ponad 10 razy starsza, a także składa się z dużo większej liczby gwiazd, rozlokowanych w podobnej objętości. Światło gromady NGC 2158 pochodzi głównie ze starych i żółtawych gwiazd, gdyż jasne błękitne gwiazdy gromady uległy już samodestrukcji.